# 第三世界社会主义
第三世界社会主义（英語：Third World socialism）是一个涵盖20世纪许多政治运动（这些运动发生在众多发展程度较低的国家）和政府的总称，他们都奉行某种社会主义。这种政治哲学的许多领导人直到1990年代仍然保持着强大的影响力，包括：米歇尔·阿弗拉克、萨拉丁·比塔尔、佐勒菲卡尔·阿里·布托、佛使比丘、菲德尔·卡斯特罗、穆阿迈尔·卡扎菲、萨达姆·侯赛因、胡安·庇隆、莫迪博·凯塔、沃尔特·利尼、贾迈勒·阿卜杜-纳赛尔、贾瓦哈拉尔·尼赫鲁、克瓦米·恩克鲁玛、朱利叶斯·尼雷尔、苏加诺、艾哈迈德·塞古·杜尔以及其他将社会主义视为建立强大和发达国家的解决方案的第三世界社会主义领导人。